# Ediz Hun
Ediz Hun (Estambul, 20 de noviembre de 1940) es un actor y político turco. Inició su carrera como actor a comienzos de la década de 1960, convirtiéndose en una de las figuras más importantes en el ambiente del cine de su país y participando en más de cien películas y en variedad de series televisivas. A finales de la década de 1990 se convirtió en miembro del Parlamento para el Partido Anavatan.

## Biografía
Hun nació en 1940, hijo de un padre circasiano y de una madre turca. Tras cursar estudios en la secundaria austriaca de San Jorge en Estambul, se graduó en biología y ciencias del medio ambiente en la Universidad de Trondheim en Noruega. Después de participar en un concurso de talentos organizado por la revista Ses, los productores notaron su talento y se contactaron con él para ofrecerle iniciar una carrera en la actuación. Hizo su debut cinematográfico en 1963 en la película Genç Kızlar (Chicas jóvenes) con Hülya Koçyiğit. A partir de ese momento se convirtió en un nombre familiar, a veces actuando en más de diez películas por año, especialmente en 1966, cuando registró once apariciones en películas turcas.
El 3 de marzo de 1973 se casó con Berna Hun. La pareja tuvo dos hijos, una mujer, Bengü (nacida en 1974) y un hombre, Burak (nacido en 1981). En 1985 se convirtió en conferencista de la Universidad del Mármara. Decidió probar suerte en la política y se convirtió en miembro del Parlamento para el Partido de Anavatan entre 1999 y 2002.

## Filmografía

### Cine y televisión
| - 2018 - Arif v 216 - 2014 - Hayat Yolunda (TV) - 2005 - Asla unutma (TV) - 2004 - Azize (TV) - 2004 - Paydos (TV) - 2004 - Yadigar (TV) - 2001 - Söhret sandali (TV) - 1997 - Ilk ask (TV) - 1997 - Unutmadim - 1985 - Acimak (TV) - 1976 - Aman karim duymasin - 1974 - 100 lira ile evlenilmez - 1974 - Garip kus - 1974 - Karateci Kiz - 1974 - Gariban - 1973 - Askimla oynama - 1973 - Güllü Geliyor Güllü - 1973 - Soyguncular - 1973 - Süphe - 1973 - Agliyorum - 1972 - Asi kalpler - 1972 - Çile - 1972 - Gülizar - 1972 - Tanri misafiri - 1972 - Zehra - 1972 - Sezercik aslan parcasi - 1972 - Gönül hirsizi - 1972 - Yagmur - 1972 - Ayrilik - 1971 - Bütün anneler melektir - 1971 - Güllü - 1971 - Hayatim senindir - 1971 - Mavi esarp - 1971 - Sezercik yavrum benim - 1971 - Yarin aglayacagim - 1971 - Bir genç kizin romani - 1971 - Yumurcagin tatli rüyalari - 1971 - Bahar Çiçegi - 1971 - Cambazhane gülü - 1970 - Ankara ekspresi - 1970 - Kader baglayinca - 1970 - Kalbimin efendisi - 1970 - Kezban Roma'da - 1970 - Söz Müdafaanin - 1970 - Tatli melegim - 1970 - Yaban gülü - 1970 - Yuvasiz kuslar - 1970 - Seni sevmek kaderim - 1969 - Atesli çingene - 1969 - Gülnaz Sultan - 1969 - Kahraman delikanli - 1969 - Kanli ask - 1969 - Öldüren ask - 1969 - Ölmüs bir kadinin mektuplari - 1969 - Sen bir meleksin - 1969 - Sonbahar rüzgarlari - 1969 - Son mektup | - 1969 - Uykusuz geceler - 1969 - Yarali kalp - 1969 - Yumurcak - 1968 - Ana hakki ödenmez - 1968 - Askim günahimdir - 1968 - Gözyaslarim - 1968 - Gül ve seker - 1968 - Hicran gecesi - 1968 - Kadin asla unutmaz - 1968 - Ömrümün Tek Gecesi - 1968 - Sabah yildizi - 1968 - Yuvana dön baba - 1968 - Gönüllü kahramanlar - 1968 - Sözde kizlar - 1968 - Sevda - 1967 - Askim günahimdir - 1967 - Ayrilsak da beraberiz - 1967 - Ilk askim - 1967 - Kaderim aglamak mi? - 1967 - Kelepçeli melek - 1967 - Nemli dudaklar - 1967 - Ömrümce agladim - 1967 - Samanyolu - 1967 - Sinekli Bakkal - 1967 - Yaprak dökümü - 1967 - Yarin cok gec olacak - 1966 - Affet sevgilim - 1966 - Allahaismarladik - 1966 - Altin küpeler - 1966 - Bar Kizi - 1966 - Bes findikçi gelin - 1966 - Eli masali - 1966 - Erkek severse - 1966 - Ihtiras kurbanlari - 1966 - Kucaktan kucaga - 1966 - Severek dögüsenler - 1966 - Çamasirci güzeli - 1965 - Bir gönül oyunu - 1965 - Elveda sevgilim - 1965 - Hiçkirik - 1965 - Sevgili ögretmenim - 1965 - Son kuslar - 1965 - Tehlikeli adimlar - 1965 - Üç kardese bir gelin - 1965 - Vahsi gelin - 1965 - Seven Kadin Unutmaz - 1964 - Ahtapotun kollari - 1964 - Bes seker kiz - 1964 - Bir içim su - 1964 - Gençlik rüzgari - 1964 - Öksüz kiz - 1964 - Gecelerin kadini - 1964 - Affetmeyen kadin - 1964 - Mualla - 1963 - Erenlerin dügünü - 1963 - Genç kizlar |